# El Paraíso, Querétaro Arteaga
El Paraíso är en ort i Mexiko.   Den ligger i kommunen Corregidora och delstaten Querétaro Arteaga, i den centrala delen av landet, 180 km nordväst om huvudstaden Mexico City. El Paraíso ligger 1 938 meter över havet och antalet invånare är 681.
Terrängen runt El Paraíso är kuperad åt sydost, men åt nordväst är den platt. Runt El Paraíso är det ganska tätbefolkat, med 104 invånare per kvadratkilometer. Närmaste större samhälle är Santiago de Querétaro, 6,2 km norr om El Paraíso. Omgivningarna runt El Paraíso är en mosaik av jordbruksmark och naturlig växtlighet.